# Otočić Trstenik (ö i Kroatien, Dubrovnik-Neretvas län)
Otočić Trstenik är en ö i Kroatien.   Den ligger i länet Dubrovnik-Neretvas län, i den södra delen av landet, 300 km söder om huvudstaden Zagreb.